# Vlag van Lexmond

Vlag van de gemeente Lexmond
(1971-1986)

De vlag van Lexmond is op 27 januari 1971 bij raadsbesluit vastgesteld als de gemeentevlag van de destijds Zuid-Hollandse gemeente Lexmond. De vlag kan als volgt worden beschreven:
Een hoogte-breedteverhouding van 2:3, Blauw, met op de scheiding van broeking en vlucht een gele varkenskop, waaronder twee gekruiste rode laurierbladeren; langs boven- en onderzijde en langs de vluchtzijde een groen-gele omlijsting van resp. 3/20 en 1/20 van de vlaghoogte.
De vlag is ontworpen door Hans van Heijningen. De varkenskop op een blauw veld is ontleend aan het gemeentewapen. De laurierbladeren zijn ontleend aan voorgaande versies van het wapen, waarop een groene stapel takken met een rood vuur te zien is. Hiervoor zouden lauriertakken zijn gebruikt. De groene lijn symboliseert water. De Lek en het Merwedekanaal lopen bij Lexmond parallel aan elkaar en zijn voorgesteld door de lange zijden van de vlag. Loodrecht daarop liep de rivier de Laak, voorgesteld door de korte zijde. De Laak stroomde bij Lexmond in de Lek, wat de verklaring voor de naam "Laaksmond" is. Later is deze naam veranderd in Lexmond. De smalle gele baan is om esthetische redenen tussen het blauw en het groen ingevoegd.
Op 1 januari 1986 ging Lexmond op in de nieuw opgerichte gemeente Zederik, waardoor de vlag als gemeentevlag kwam te vervallen. Op 1 januari 2019 is de gemeente opgegaan in Vijfheerenlanden, waarmee Lexmond is overgegaan naar de provincie Utrecht.

## Verwante afbeeldingen

Het wapen van Lexmond

Alkemade 
· Ameide 
· Ammerstol 
· Arkel 
· Asperen 
· Benthuizen 
· Bergambacht 
· Bergschenhoek 
· Berkel en Rodenrijs 
· Bernisse 
· Binnenmaas 
· Bleiswijk 
· Bleskensgraaf en Hofwegen
· Bodegraven 
· Boskoop
· Brielle 
· Cromstrijen 
· De Lier 
· Delfshaven 
· Dirksland 
· Everdingen 
· Geervliet 
· Giessenburg 
· Giessenlanden
· Goedereede 
· Goudswaard 
· Graafstroom 
· 's-Gravendeel 
· 's-Gravenzande 
· Groot-Ammers
· Hagestein 
· Haastrecht 
· Hazerswoude 
· Heenvliet 
· Heerjansdam 
· Hei- en Boeicop
· Heinenoord
· Hellevoetsluis 
· Hillegersberg
· Jacobswoude
· Kamerik
· Korendijk
· Koudekerk aan den Rijn
· Krimpen aan de Lek
· Langerak
· Leerdam
· Leidschendam
· Leimuiden
· Lexmond
· Liemeer
· Liesveld
· Maasland
· Middelharnis
· Mijnsheerenland
· Moerhuizen
· Moerkapelle
· Molenwaard
· Monster
· Moordrecht
· Naaldwijk
· Nederlek
· Nieuw-Beijerland
· Nieuwerkerk aan den IJssel
· Nieuw-Lekkerland
· Nieuwpoort
· Nieuwveen
· Noordwijkerhout
· Nootdorp
· Numansdorp
· Oostflakkee
· Oostvoorne
· Oud-Alblas
· Oud-Beijerland 
· Oude-Tonge 
· Oudenhoorn 
· Ouderkerk 
· Ouderkerk aan den IJssel
· Overschie
· Piershil 
· Pijnacker 
· Poortugaal 
· Puttershoek 
· Reeuwijk 
· Rhoon 
· Rijnsaterwoude 
· Rijnsburg 
· Rijnwoude 
· Rockanje 
· Rozenburg 
· Sassenheim 
· Schelluinen 
· Schipluiden 
· Schoonhoven 
· Schoonrewoerd 
· Sommelsdijk 
· Spijkenisse 
· Streefkerk 
· Strijen 
· Ter Aar 
· Valkenburg 
· Vianen 
· Vierpolders 
· Vlist 
· Voorburg 
· Voorhout 
· Warmond 
· Wateringen 
· Westmaas 
· Westvoorne 
· Woerden 
· Woubrugge 
· Zederik 
· Zevenhoven 
· Zevenhuizen 
· Zevenhuizen-Moerkapelle 
· Zuid-Beijerland 
· Zuidland 
· Zwammerdam 
· Zwartewaal